# Epidendrum caldense
Epidendrum caldense är en orkidéart som beskrevs av João Barbosa Rodrigues. Epidendrum caldense ingår i släktet Epidendrum och familjen orkidéer. Inga underarter finns listade i Catalogue of Life.